# كورت لانتجيس
كورت لانتجيس (بالإنجليزية: Kurt Lentjies)‏ (17 فبراير 1985 بكيب تاون في جنوب أفريقيا - ) هو لاعب كرة قدم جنوب أفريقي في مركز الوسط. لعب مع سوبر سبورت يونايتد وماميلودي صن داونز وماريتزبرغ يونايتد ‏ وIkapa Sporting F.C. ‏ ووسترن بروفنس يونايتد ‏ ونادي بلومفونتين سيلتيك.

## وصلات خارجية
- كورت لانتجيس على موقع قاعدة بيانات كرة القدم.إي يو (الإنجليزية)
- كورت لانتجيس على موقع Soccerway.com (الإنجليزية)